# Capnobotryella
Capnobotryella är ett släkte av svampar. Capnobotryella ingår i ordningen Capnodiales, klassen Dothideomycetes, divisionen sporsäcksvampar och riket svampar.
|                | Antennulariellaceae                                                                      |
|                |                                                                                          |
|                | Asterinaceae                                                                             |
|                |                                                                                          |
|                | Capnodiaceae                                                                             |
|                |                                                                                          |
|                | Davidiellaceae                                                                           |
|                |                                                                                          |
|                | Euantennariaceae                                                                         |
|                |                                                                                          |
|                | Metacapnodiaceae                                                                         |
|                |                                                                                          |
|                | Micropeltidaceae                                                                         |
|                |                                                                                          |
|                | Mycosphaerellaceae                                                                       |
|                |                                                                                          |
|                | Piedraiaceae                                                                             |
|                |                                                                                          |
|                | Schizothyriaceae                                                                         |
|                |                                                                                          |
|                | Teratosphaeriaceae                                                                       |
|                |                                                                                          |
|                | Scirrhia                                                                                 |
|                |                                                                                          |
|                | Baudoinia                                                                                |
|                |                                                                                          |
|                | Friedmanniomyces                                                                         |
|                |                                                                                          |
|                | Phaeotheca                                                                               |
|                |                                                                                          |
|                | Hyphospora                                                                               |
|                |                                                                                          |
|                | Micropustulomyces                                                                        |
|                |                                                                                          |
|                | Cystocoleus                                                                              |
|                |                                                                                          |
|                | Heptaster                                                                                |
|                |                                                                                          |
|                | Limaciniopsis                                                                            |
|                |                                                                                          |
| Capnobotryella | \| \| Capnobotryella renispora \| \| \| \| \| \| Capnobotryella sessilispora \| \| \| \| |
|                | \| \| Capnobotryella renispora \| \| \| \| \| \| Capnobotryella sessilispora \| \| \| \| |
|                | Capnocheirides                                                                           |
|                |                                                                                          |
|                | Pseudotaeniolina                                                                         |
|                |                                                                                          |
|                | Xenomeris                                                                                |
|                |                                                                                          |
|                | Monographos                                                                              |
|                |                                                                                          |
|                | Comminutispora                                                                           |
|                |                                                                                          |
|                | Toxicocladosporium                                                                       |
|                |                                                                                          |
|                | Rachicladosporium                                                                        |
|                |                                                                                          |
|                | Verrucocladosporium                                                                      |
|                |                                                                                          |
|                | Pseudovirgaria                                                                           |
|                |                                                                                          |
|                | Recurvomyces                                                                             |
|                |                                                                                          |
|                | Elasticomyces                                                                            |
|                |                                                                                          |
|                | Sporidesmajora                                                                           |
|                |                                                                                          |
|                | Hispidoconidioma                                                                         |
|                |                                                                                          |
|                | Capnobotryella renispora                                                                 |
|                |                                                                                          |
|                | Capnobotryella sessilispora                                                              |
|                |                                                                                          |

|  | Capnobotryella renispora    |
|  |                             |
|  | Capnobotryella sessilispora |
|  |                             |